# Lajos Pákey
Lajos Pákey, uneori scris în forma Pákei, (n. 1 martie 1853, Cluj – d. 22 martie 1921, Cluj) a fost un arhitect clujean, arhitect șef al orașului Cluj în primele decenii ale secolului al XX-lea.
Și-a început studiile în Liceul Unitarian din Cluj, continuându-le din 1867 la Budapesta și München. A practicat arhitectura în Viena, participând la proiectarea și finalizarea clădirii Parlamentului. În anul 1880 a fost invitat ca arhitect principal în orașul său natal, unde a lucrat până la moarte. Mai târziu a fost și directorul Școlii Regale pentru Industria Metalului și Lemnului, respectiv a Muzeului de Industrie. În calitate de arhitect principal a condus activitatea arhitecturală a Clujului de la sfârșitul secolului al XIX-lea - începutul secolului al XX-lea. Pe lângă zeci de edificii publice, biserici și case, el a proiectat mai multe monumente funebre și plăci comemorative. Pentru proiectul soclului Grupului Statuar Matia Corvinul din Cluj a fost distins cu Ordinul Franz Joseph în grad de cavaler. 
Către sfârșitul vieții a început să adune în desene monumentele arhitecturii clujene, dar nu a mai reușit să termine acest proiect.

## Opere
- Bisericile unitariene din Belin, Covasna, Delenii, Mureș, Firtănuș, Harghita și Odorheiu Secuiesc, biserica catolică din Târnăveni
- Edificii publice: Liceul Unitarian din Cluj, Liceul Unitarian din Odorheiu Secuiesc, Muzeul Industriei din Cluj (astăzi Universitatea Tehnică), Academia de Comerț din Cluj, Hotelul New York din Cluj (Continental), Chios și Casino în Parcul Central din Cluj, Spitalul Public din Huedin, Spitalul Public din Mociu, Cluj
- Case și castele: casa lui János Fadrusz din Budapesta, castelul contelui István Teleki din Dumbrăvioara, Mureș, castelul lui Tivadar Béldy din Budila, Brașov; castelul lui István Ugron din Zau de Câmpie, Mureș; castelele Teleki din Chinari, Mureș
- Restaurări: Casa Matei Corvin, Cluj; biserica unitariană din Plăiești, Cluj
- Socluri: soclul statuii lui Matei Corvin din Cluj, soclul statuii Reginei Elisabeta din Cluj, soclul statuii Maria Terezia din Bratislava, soclul statuii Wesselényi din Jibou
- Monumente funebre: Mózes Berde, Sámuel Brassai
- Plăci memoriale: János Kriza (Aita Mare, Covasna), 100 de ani ai teatrului maghiar din Cluj (Palatul Rhédey);
- Altele: gardul de fier al Bisericii Sf. Mihail din Cluj